# Ken Aston

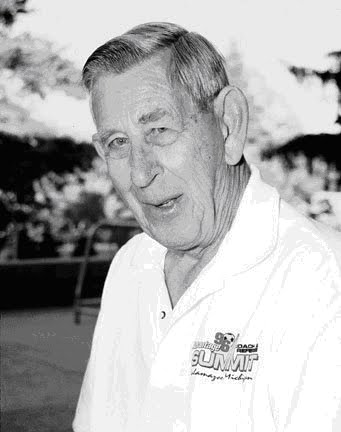
Ken Aston

Ken Aston (* 1. September 1915 in Colchester; † 23. Oktober 2001 in Ilford) war ein englischer Fußballschiedsrichter. Bekannt wurde er für die gemeinsam mit Rudolf Kreitlein erfundenen gelben beziehungsweise roten Karten. Weiterhin führte er die gelben Flaggen der Linienrichter ein und trug als einer der Ersten eine schwarze Schiedsrichteruniform in heutiger Form.
Während der Fußball-Weltmeisterschaft 1962 in Chile leitete er in der Gruppe B das Vorrundenspiel zwischen der chilenischen und der italienischen Nationalmannschaft. Das Spiel ging als „Schlacht von Santiago“ als eines der brutalsten Spiele bei einer Weltmeisterschaft in die Geschichte ein.
Die gelben und roten Karten „erfand“ Aston während der Fußball-Weltmeisterschaft 1966, bei der er Vorsitzender der FIFA-Schiedsrichterkommission war. Im Viertelfinale zwischen England und Argentinien wurde der Argentinier Antonio Rattín ausgeschlossen, verstand aber die Entscheidung des Schiedsrichters nicht (bzw. gab vor, die Entscheidung nicht verstanden zu haben). Weiter bemängelte Aston, dass die Zuschauer oft Verwarnungen oder Ausschlüsse nicht mitbekommen würden.